# Clavija rodekiana
Clavija rodekiana är en viveväxtart som beskrevs av Jean Jules Linden och Andre. Clavija rodekiana ingår i släktet Clavija och familjen viveväxter. Inga underarter finns listade i Catalogue of Life.